# Mari Fastingová
Mari Fastingová (* 1. březen 1985, Moss) je norská reprezentantka v orientačním běhu, jež v současnosti žije v Trondheimu. Jejím největším úspěchem je zlatá medaile ze štafetového závodu na Mistrovství světa juniorů v orientačním běhu z roku 2005. V současnosti běhá za norský klub Halden SK.

## Sportovní kariéra
| Přehled úspěchů na Mistrovství světa | Přehled úspěchů na Mistrovství světa | Přehled úspěchů na Mistrovství světa | Přehled úspěchů na Mistrovství světa | Přehled úspěchů na Mistrovství světa |
| Mistrovství světa                    | Sprint                               | Middle                               | Long                                 | Štafety                              |
| ------------------------------------ | ------------------------------------ | ------------------------------------ | ------------------------------------ | ------------------------------------ |
| Århus 2006                           | X                                    | 6. místo                             | X                                    | X                                    |
| Miskolc 2009                         | DSQ                                  | X                                    | X                                    | X                                    |
| Trondheim 2010                       | X                                    | X                                    | 9. místo                             | X                                    |
| Savojsko 2011                        | X                                    | 12. místo                            | DSQ                                  | 4. místo                             |
| Lausanne 2012                        | X                                    | 29. místo                            | 14. místo                            | 3. místo                             |

| Přehled úspěchů na Mistrovství Evropy | Přehled úspěchů na Mistrovství Evropy | Přehled úspěchů na Mistrovství Evropy | Přehled úspěchů na Mistrovství Evropy | Přehled úspěchů na Mistrovství Evropy |
| Mistrovství Evropy                    | Sprint                                | Middle                                | Long                                  | Štafety                               |
| ------------------------------------- | ------------------------------------- | ------------------------------------- | ------------------------------------- | ------------------------------------- |
| Otepää 2006                           | 17. místo                             | X                                     | DSQ                                   | X                                     |
| Ventspils 2008                        | X                                     | 31. místo                             | DSQ                                   | 4. místo                              |
| Falun 2012                            | X                                     | 8. místo                              | 7. místo                              | 5. místo                              |

| Přehled úspěchů na Mistrovství světa juniorů | Přehled úspěchů na Mistrovství světa juniorů | Přehled úspěchů na Mistrovství světa juniorů | Přehled úspěchů na Mistrovství světa juniorů | Přehled úspěchů na Mistrovství světa juniorů |
| Mistrovství světa juniorů                    | Sprint                                       | Middle                                       | Long                                         | Štafety                                      |
| -------------------------------------------- | -------------------------------------------- | -------------------------------------------- | -------------------------------------------- | -------------------------------------------- |
| Alicante 2002                                | X                                            | 27. místo                                    | 104. místo                                   | X                                            |
| Gdaňsk 2004                                  | X                                            | 19. místo                                    | 14. místo                                    | X                                            |
| Tenero 2005                                  | X                                            | 51. místo                                    | 1. místo                                     | 1. místo                                     |